# Золочевский историко-краеведческий музей
Золочевский историко-краеведческий музей — музей основанный в 1977 году в Золочове.

## История
Музей открыт в 1977 году в честь торжеств по случаю трёхсотлетия основания города.
Первоначально музей работал на общественных началах.
С 1996 года музей работает как коммунальное учреждение.

## Экспозиция
В коллекции музея 7000 экспонатов.
В экспозиции музея есть экспонаты об археологии и о природе и быте края, а также о Золочеве в период Великой Отечественной войны.
В музее работает выставка о катастрофе на Чернобыльской АЭС.
Музей гордится собранием архивных документов с 1886 года по 1917 год.